# عبد العزيز بن ناصر بن عبد العزيز آل سعود
عبد العزيز بن ناصر بن عبد العزيز آل سعود الابن الثاني عشر من أبناء الأمير ناصر بن عبد العزيز آل سعود ، والدته هي الأميرة موضي بنت أحمد بن محمد السديري. وهو لواء في وزارة الداخلية بعد التقاعد تفرغ لحياته الشخصية وأهمها للزواجات السريعة والطلاق السعودية.

## حياته
عمل في وزارة الداخلية لمده ناهزت 40 عاماً، تقلد خلالها العديد من المناصب، أسس قطاع أمن المنشآت ثم أمن الحج، وبعد تقاعده توجه للعمل التجاري والسياحي، يرأس مجلس إدارة مجموعة شركات بصيرة و RHH.

## أسرته

### زوجاته
- الأميرة فايزة بنت سعود بن عبد العزيز آل سعود.
- الأميرة لامة بنت خالد بن أحمد السديري.
- الأميرة مها بنت حليم بن فارس الرحباني.
- الأميرة نورة بنت حمود بن سعود الجاسر.

الاميره ساره بنت زنيفر بن راشد العجمي

### أولاده
- الأمير فيصل بن عبد العزيز بن ناصر بن عبد العزيز آل سعود (رئيس نادي الرياض المكلف).
- الأمير سعود بن عبد العزيز بن ناصر بن عبد العزيز آل سعود (محكوم بالسجن المؤبد في بريطانيا بقضية قتل).[3]
- الأمير ناصر بن عبد العزيز بن ناصر بن عبد العزيز آل سعود.
- الأمير عبد الله بن عبد العزيز بن ناصر بن عبد العزيز آل سعود.
- الأمير تركي بن عبد العزيز بن ناصر بن عبد العزيز آل سعود.
- الأمير خالد بن عبد العزيز بن ناصر بن عبد العزيز آل سعود.
- الأمير سلطان بن عبد العزيز بن ناصر بن عبد العزيز آل سعود.

.

### بناته
- الأميرة نوف بنت عبد العزيز بن ناصر بن عبد العزيز آل سعود.
- الأميرة منيرة بنت عبد العزيز بن ناصر بن عبد العزيز آل سعود.
- الأميرة الجوهرة بنت عبد العزيز بن ناصر بن عبد العزيز آل سعود.
- الأميرة موضي بنت عبد العزيز بن ناصر بن عبد العزيز آل سعود.
- الأميرة هيفاء بنت عبد العزيز بن ناصر بن عبد العزيز آل سعود.
- الأميرة سارة بنت عبد العزيز بن ناصر بن عبد العزيز آل سعود.